# Papercut
Papercut је четврти сингл ну метал бенда Линкин парк, са њиховог деби албума из 2000. године, Hybrid Theory. Сингл је издат 2001. године. Меш-ап ЕП, Collision Course (2004), садржи микс овог сингла са "Big Pimpin'" од Џеј Зија.

## Списак песама
1. "" (уживо)
2. "" (уживо у Докландс арени у Лондону)

## Бонус
1. "" (ЦД-РОМ музички спот)

## Спот
У споту бенд се налази у запосетој кући. Они свирају у слабо осветљеној соби са нервирајућом сликом иза бенда. Са гледаочеве леве стране у соби се налази тамна кухиња са везаном особом која се уврће. Са десне стране је, чини се, лабораторија са чудним створењем. Касније у песми, то створење испушта инсекте, вероватно скакавце, док сабласна слика и зидови искачу. Такође, ту је и покретна статуа.
Спот су ко-режирали Нејтан "Карма" Кокс и Џозеф Хан (који су такође режирали и спотове за Points of Authority и In the End).